# Esacromia
Esacromia (greco Εσακρόμια, da Εσα=sei e κρομος=colore, quindi "sei colori") è l'insieme dei 4 colori ciano, magenta, giallo e nero (che passano sotto il nome di quadricromia) più l'arancione e il verde (modello CMYKOG, dall'inglese Cyan, Magenta, Yellow, Key Black, Orange, Green) oppure il ciano chiaro e il magenta chiaro (modello CcMmYK). È una base dello spazio dei colori utilizzata nella stampa, che permette di definire meglio i colori.
Il modello CMYKOG espande il gamut dei dispositivi, rispetto alla quadricromia. Il CcMmYK migliora invece le sfumature, specialmente nelle aree a bassa saturazione, ma senza espandere il gamut. 
Alcune stampanti a getto di inchiostro moderne utilizzano l'esacromia per avvicinarsi alla qualità fotografica.